# Savka Dabčević-Kučar

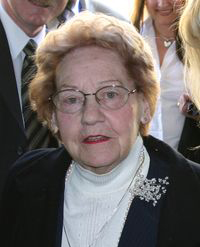
Savka Dabčević-Kučar

Savka Dabčević-Kučar (* 11. Dezember 1923 in Korčula; † 6. August 2009 in Zagreb) war eine jugoslawische bzw. kroatische Politikerin. Sie war von 1967 bis 1969 Ministerpräsidentin der Sozialistischen Republik Kroatien und anschließend bis zu ihrer Absetzung im Jahr 1971 Vorsitzende des Zentralkomitees des Bundes der Kommunisten Kroatiens. Sie war eine der bedeutendsten Führungspersönlichkeiten des Kroatischen Frühlings.
Dabčević-Kučar war die erste weibliche Parteivorsitzende einer jugoslawischen Teilrepublik.

## Leben
Nachdem die italienische Besatzungsmacht während des Zweiten Weltkrieges ihren Bruder verhaftete, schloss sie sich im Jahr 1943 der Partisanenbewegung an.
Savka Dabčević-Kučar studierte ab 1945 Wirtschaftswissenschaften an der Universität Zagreb, verbrachte zwei Jahre in Leningrad, und promovierte nach ihrer Rückkehr in Zagreb (1955). Sie war eine der ersten Frauen in Kroatien, die den Doktortitel in Ökonomie machten. 1965 wurde sie ordentliche Professorin für Politische Ökonomie. Ab 1959 war sie Mitglied des Zentralkomitees des Bundes der Kommunisten Jugoslawiens.
Da sie und Miko Tripalo, der ebenfalls dem kroatischen ZK angehörte, eine einerseits relativ liberale Einstellung hatten und sich zugleich Forderungen des „Kroatischen Frühlings“ nach größerer Autonomie der Sozialistischen Republik Kroatien innerhalb Jugoslawiens zu eigen machten, wurden sie im Dezember 1971 abgesetzt.
Mit Miko Tripalo gehörte sie 1990 zu den Gründern der Kroatischen Volkspartei. Sie war von 1990 bis 1994 Parteivorsitzende und gehörte 1992 bis 1995 dem Kroatischen Parlament an.
Savka Dabčević war seit 1951 mit dem Bergbauingenieur und ehemaligen Direktor des Bauunternehmens Geotehnika Ante Kučar (* 11. März 1923; † 29. März 2003) verheiratet.

## Werke
- '71. hrvatski snovi i stvarnost ['71. Kroatische Träume und die Wirklichkeit]. 1997, ISBN 953-6596-01-6.

## Auszeichnungen
- 1968: Großes Silbernes Ehrenzeichen am Bande für Verdienste um die Republik Österreich[1]